# Аррабей (сын Аэропа)
Аррабей, также Арравей, Аррабай (др.-греч. Ἀρραβαῖος; IV век до н. э.) — знатный линкестиец, казнённый при восшествии на трон Александра Македонского.
Аррабей происходил из знатного македонского рода. После убийства Филиппа II в 336 году до н. э. он был одним из потенциальных претендентов на царский трон. Аррабея вместе с братом Героменом обвинили в том, что они при содействии персов организовали заговор, после чего казнили по решению войскового собрания. В историографии существуют различные мнения относительно того, участвовал ли Аррабей в убийстве Филиппа II, либо речь шла о навете со стороны группы лиц, которая поддерживала Александра Македонского.

## Биография
Аррабей принадлежал к знатному верхнемакедонскому роду, который некогда управлял горной областью Линкестидой. Он родился в семье Аэропа. По одной, наиболее распространенной, версии, речь шла о военачальнике Аэропе. Дедом Аррабея по отцовской линии был Аррабей II или другой представитель царской династии с таким же именем. По другой версии, Аэроп, отец Аррабея, идентичен Аэропу II, который непродолжительное время занимал македонский престол. В первом случае год рождения Аррабея датируют датой «около 380 года до н. э.». Во втором, крайним годом рождения Аррабея будет 398/397 год до н. э. (такое предположение основано на том, что у Аррабея было два младших брата, а Аэроп II умер в 393 году до н. э. Во время правления Филиппа II, в 350-х годах до н. э., Линкестида попала в управление македонских царей Аргеадов. Местные элиты, в том числе и «линкестийский царь» Аэроп стали принадлежать к македонской аристократии. В семье Аэропа также были и другие сыновья, и, соответственно, братья Аррабея Геромен и Александр.
По одной из версий, Аэроп был изгнан из Македонии в 338 году до н. э. за относительно незначительный проступок — он вместе с Дамасиппом привёл в военный лагерь певицу с постоялого двора. Такая жестокая кара могла быть вызвана желанием Филиппа II устранить вероятного политического соперника. Такая несправедливость по отношению к отцу объясняет враждебность Аррабея по отношению к Филиппу II и его сыну Александру.
После гибели в 336 году до н. э. Филиппа II от руки убийцы сложилась ситуация, когда на трон могло притязать несколько претендентов, в том числе Аррабей со своими братьями. Плутарх отмечал, что «Македония, не совсем ещё исцелившаяся от ран, обращала взоры на Аминту и сыновей Аеропа». По замечанию Ф. Шахермайра, по-видимому, Линкестиды поддерживали дружеские связи с отстранённым в своё время от власти наследником Пердикки III Аминтой. Для устранения Аррабея и Геромена было использовано обвинение, что они приняли участие в убийстве Филиппа и действовали по поручению персов. Как заключил Ф. Шахермайр, неизвестно, сразу или впоследствии сыновей Аэропа признали пособниками персов. Оба брата по приговору войскового собрания были казнены у могилы Филиппа; в живых остался только Александр Линкестиец, который первым признал новым царём своего тёзку.
Вопрос о степени участия Аррабея в заговоре, либо о навете на потенциального претендента на престол со стороны Александра Македонского в историографии остаётся открытым. И. Г. Дройзен и А. С. Шофман не исключали участие Аррабея в заговоре по организации убийства Филиппа II. По мнению историков, представители царского рода Линкестидов, лишённые Филиппом II политической самостоятельности, выражали интересы старой родовой верхнемакедонской знати, которая надеялась со смертью царя разрушить сложившееся государство и восстановить прежнюю самостоятельность отдельных племён. Историки не исключают союз заговорщиков с внешними силами, которым было выгодно, чтобы на месте единой сильной Македонии «лежала бессильная, раздираемая политической борьбой земля». По словам И. Ш. Шифмана, ответить на вопрос, в какой мере выдвинутые обвинения соответствовали действительности, по материалам изучения сохранившихся источников не представляется возможным. Но эти казни позволяли Александру Македонскому отвести подозрения от себя и матери Олимпиады, а также предстать перед македонянами в роли мстителя за убитого отца.
Сыновьями Аррабея были Неоптолем и Аминта, судьба которых сложилась по-разному: если первый бежал к персам, то его родной брат, который на момент казни отца руководил македонскими войсками в Малой Азии, сохранил своё положение при македонском дворе.

## В литературе
Аминта упомянут в историческом художественном произведении об Александре Македонском «Сын Зевса» Л. Ф. Воронковой.

### Исследования
- Дройзен И. Г. История эллинизма. История Александра Великого. — М.: Академический Проект, 2011. — 623 с. — (Технологии истории). — ISBN 978-5-8291-1304-9.
- Мубаракшин А. Э. Правящая элита Линкестиды до покорения Аргеадами // Известия общества археологии, истории и этнографии при Казанском университете. — 2023. — Т. 43, № 1. — С. 16—44. — ISSN 2312-3400. — doi:10.26907/2312-3400.2023.1.16-44.
- Шахермайр Ф. Александр Македонский. — Ростов н/Д.: Феникс, 1997. — 576 с. — ISBN 5-85880-313-Х.
- Шифман И. Ш. Александр Македонский / ответственный редактор Э. Д. Фролов. — Л.: Наука, 1988. — ISBN 5-02-027233-7.
- Шофман А. С. История античной Македонии. — Казань: Издательство Казанского университета, 1963. — Т. 2.
- Heckel W. Alexander’s Marshals. A study of the Makedonian aristocracy and the politics of military leadership (англ.). — 2nd. — London; New York: Routledge, 2016. — ISBN 978-1-138-93469-6.
- Heckel W. Who's Who in the Age of Alexander and his Successors. From Chaironea to Ipsos (338—301 BC) (англ.). — Barnsley: Greenhill Books, 2021. — 554 p. — ISBN 978-1-78438-648-1.